# Гельземиевые
Гельземиевые (лат. Gelsemiaceae) — пантропическое семейство двудольных растений, входящее в порядок Горечавкоцветные, распространённое на севере Центральной, юге Северной и северо-востоке Южной Америки, в тропической Африки, Мадагаскаре, Юго-Восточной и Восточной Азии. Ранее эти растения включались в семейство Логаниевые.

## Роды
Семейство включает 3 рода:
- Gelsemium Juss. — Гельземий — включает 3 вида
- Mostuea Didr. — включает 10 видов
- Pteleocarpa Oliv. — включает 1 вид